# Подвязново (Пушкинский район)
Подвязново — деревня в Пушкинском районе Московской области России, входит в состав городского поселения Ашукино. Население — 40 чел. (2010).

## География
Расположена на севере Московской области, в северной части Пушкинского района, у границы с Сергиево-Посадским районом, примерно в 21 км к северу от центра города Пушкино и 36 км от Московской кольцевой автодороги.
В 2 км к востоку проходит линия Ярославского направления Московской железной дороги, в 6 км к востоку — Ярославское шоссе М8. Ближайшие населённые пункты — деревни Артёмово, Василёво, Данилово и Мураново, ближайший остановочный пункт — платформа Калистово. Рядом с деревней протекает река Сумерь бассейна Клязьмы.

## Население
| 1859 | 1890 | 1899 | 1926 | 2002 | 2006 | 2010 |
| ---- | ---- | ---- | ---- | ---- | ---- | ---- |
| 75   | ↗96  | ↗105 | ↗112 | ↘25  | ↗29  | ↗40  |

## История
В «Списке населённых мест» 1862 года — владельческое сельцо 1-го стана Дмитровского уезда Московской губернии по правую сторону Московско-Ярославского шоссе (из Ярославля в Москву), в 28 верстах от уездного города и 17 верстах от становой квартиры, при речке Сумерке, с 14 дворами и 75 жителями (36 мужчин, 39 женщин).
По данным на 1899 год — деревня Богословской волости Дмитровского уезда с 105 жителями.
В 1913 году — 17 дворов.
По материалам Всесоюзной переписи населения 1926 года — деревня Даниловского сельсовета Софринской волости Сергиевского уезда Московской губернии в 4,8 км от Ярославского шоссе и 6,4 км от станции Софрино Северной железной дороги, проживало 112 жителей (55 мужчин, 57 женщин), насчитывалось 24 хозяйства, из которых 23 крестьянских.
С 1929 года — населённый пункт в составе Пушкинского района Московского округа Московской области. Постановлением ЦИК и СНК от 23 июля 1930 года округа как административно-территориальные единицы были ликвидированы.
Административная принадлежность
1929—1954 гг. — деревня Даниловского сельсовета Пушкинского района.
1954—1957, 1962—1963, 1965—1994 гг. — деревня Луговского сельсовета Пушкинского района.
1957—1960 гг. — деревня Луговского сельсовета Мытищинского района.
1960—1962 гг. — деревня Луговского сельсовета Калининградского района.
1963—1965 гг. — деревня Луговского сельсовета Мытищинского укрупнённого сельского района.
1994—2006 гг. — деревня Луговского сельского округа Пушкинского района.
С 2006 года — деревня городского поселения Ашукино Пушкинского муниципального района Московской области.